# Campeonato Panamericano Juvenil Femenino de Hockey sobre césped 2014
El II Campeonato Panamericano Juvenil Femenino de Hockey sobre césped 2014 fue un torneo de hockey sobre césped para selecciones de jugadoras menores de 18 años, en su modalidad 5vs5. Se celebró en Uruguay, del 11 al 15 de febrero de 2014.
Este torneo otorgó dos plazas para el Torneo femenino de hockey en los Juegos Olímpicos de la Juventud 2014, a realizarse en Nankín, China. Estas plazas fueron ocupadas por el campeón, Argentina, que defendió su corona, y el país local, Uruguay quien finalizó subcampeón tras perder la final con Argentina 4-0. 

## Países Participantes
- Uruguay (país local)
- Argentina (vigente campeón)
- Estados Unidos (invitación)
- México (invitación)

## Formato de competición
En la primera fase, los cuatro equipos jugarán una liguilla todos contra todos a doble rueda de partidos, de acuerdo a la posición lograda en esta instancia, se definen los cruces de la segunda ronda, los cuales serán de la siguiente manera:
- 1° lugar vs 4° lugar
- 2° lugar vs 3° lugar

Los ganadores jugarán la final por el título, y los perdedores jugarán un partido de consuelo para definir el tercer lugar. 
Como clasificación a los Juegos Olímpicos de la Juventud, los equipos que accedan a la final obtendrán la clasificación a la cita olímpica.

## Resultados

### Primera Ronda

#### Tabla de posiciones
| Equipo         | J | G | E | P | GF | GC | DG  | PTS |
| -------------- | - | - | - | - | -- | -- | --- | --- |
| Argentina      | 6 | 5 | 1 | 0 | 53 | 15 | +38 | 16  |
| Estados Unidos | 6 | 4 | 1 | 1 | 35 | 17 | +18 | 13  |
| Uruguay        | 6 | 2 | 0 | 4 | 15 | 21 | -6  | 6   |
| México         | 6 | 0 | 0 | 6 | 5  | 55 | -50 | 0   |

#### Calendario de partidos
| Fecha | Hora¹ | Partido        | Partido | Partido        | Resultado |
| ----- | ----- | -------------- | ------- | -------------- | --------- |
| 11.02 | 09:15 | Argentina      | -       | México         | 14 - 1    |
| 11.02 | 10:30 | Uruguay        | -       | Estados Unidos | 1 - 2     |
| 11.02 | 17:30 | Estados Unidos | -       | Argentina      | 6 - 8     |
| 11.02 | 18:45 | Uruguay        | -       | México         | 7 - 0     |
| 12.02 | 09:15 | Argentina      | -       | Uruguay        | 6 - 1     |
| 12.02 | 10:30 | México         | -       | Estados Unidos | 0 - 9     |
| 12.02 | 17:30 | México         | -       | Argentina      | 0 - 14    |
| 12.02 | 18:45 | Uruguay        | -       | Estados Unidos | 1 - 5     |
| 14.02 | 09:15 | Uruguay        | -       | México         | 3 - 2     |
| 14.02 | 10:30 | Argentina      | -       | Estados Unidos | 5 - 5     |
| 14.02 | 17:30 | Estados Unidos | -       | México         | 8 - 2     |
| 14.02 | 18:45 | Uruguay        | -       | Argentina      | 2 - 6     |

### Segunda Ronda

#### Cuadro
|  | Semifinales    | Semifinales   |   |        | Final          | Final         |  |
|  | 15 de febrero  | 15 de febrero |   |        | 15 de febrero  | 15 de febrero |  |
|  |                |               |   |        |                |               |  |
|  |                |               |   |        |                |               |  |
|  | Argentina      | 12            |   |        |                |               |  |
|  | México         | 1             |   |        |                |               |  |
|  |                |               |   |        |                |               |  |
|  |                |               |   |        |                |               |  |
|  |                |               |   |        | Argentina      | 4             |  |
|  |                | Uruguay       | 0 |        |                |               |  |
|  |                |               |   |        |                |               |  |
|  |                |               |   |        |                |               |  |
|  |                |               |   |        | Tercer lugar   |               |  |
|  |                |               |   |        |                |               |  |
|  | Estados Unidos | 1             |   | México | 1              |               |  |
|  | Uruguay        | 3             |   |        | Estados Unidos | 9             |  |

#### Semifinales
| Fecha | Hora¹ | Partido        | Partido | Partido | Resultado |
| ----- | ----- | -------------- | ------- | ------- | --------- |
| 15.02 | 09:15 | Argentina      | -       | México  | 12 - 1    |
| 15.02 | 10:30 | Estados Unidos | -       | Uruguay | 1 - 3     |

#### Partido por el tercer lugar
| Fecha | Hora¹ | Partido | Partido | Partido        | Resultado |
| ----- | ----- | ------- | ------- | -------------- | --------- |
| 15.02 | 17:30 | México  | -       | Estados Unidos | 1 - 9     |

#### Final
| Fecha | Hora¹ | Partido | Partido | Partido   | Resultado |
| ----- | ----- | ------- | ------- | --------- | --------- |
| 15.02 | 18:45 | Uruguay | -       | Argentina | 0 - 4     |

## Clasificación final
1. Argentina
2. Uruguay - país local
3. Estados Unidos
4. México

- Datos: Q17623751